# Duquesne University
La Duquesne University è un'università privata di indirizzo cattolico con sede a Pittsburgh, nello stato americano della Pennsylvania.
Il Pittsburgh Catholic College of the Holy Ghost fu fondato nel 1879 dagli spiritani. Fu elevato al rango di university nel 1911 e fu intitolato a Michel-Ange Duquesne de Menneville, governatore della Nuova Francia.